# 1992 في فنلندا
فيما يلي قوائم الأحداث التي وقعت خلال عام 1992 في فنلندا.

## ظهور
- 1 يناير – لوردي

## مواليد

### فبراير
- 15 فبراير – جوانا هيوتي لاعبة كرة مضرب فنلندية.
- 26 فبراير – سيسيليا إيستلاندر لاعبة كرة مضرب فنلندية.

### مارس
- 31 مارس – هنري لاكسونين

## وفيات

### يناير
- 28 يناير – أرفو أولبو (مواليد 1887)

### أبريل
- 21 أبريل – فاينو لينا (مواليد 1920) كاتب فنلندي.
- 30 أبريل – تويفو كاركي (مواليد 1915) ملحن فنلندي.